# SCOTT Sports
Scott (razão social Scott Sport) é uma empresa suíça que produz bicicletas e materiais esportivos e de aventura.

## História
Em 1958 o engenheiro e esquiador Ed Scott de Sun Valley (Idaho, EE. UU.) inventou um bastão para esqui de alumínio, que superou a performance dos anteriores, fabricados em bambu ou aço. Com base nesse êxito, a companhia começou produzir materiais esportivos para diversas categorias. Em 1970 produziram e comercializaram seus primeiros óculos protetores para motocross, confeccionando outros diversos produtos para essa modalidade.
Em 1978 a empresa se expandiu pela Europa, fixando sua sede central em Friburgo.
Em 1986 iniciou a produção de mountain bikes. Sem problemas comerciais, ganhou relevância ao produzir o guidão aerodinâmico utilizado estratégicamente por Greg LeMond na corrida final do Tour de France de 1989, entre Versalhes e Paris, onde o americano ganhou uma medalha de ouro na última etapa, na frente do francês Laurent Fignon por apenas oito segundos, a menor diferença da história da corrida. Seu uso se estenderia tanto no ciclismo como em outras disciplinas, como o triatlo. O nome Scott USA foi alterado apenas para Scott, em decorrência da sua notoriedade pelo mercado europeu.
Em 1991, Scott produziu a primeira suspensão denominada Unishock e, um ano depois, a primeira bicicleta completamente dotada de suspensão foi apresentada ao público. O setor de mountain bikes e speed expandiram continuamente até 2002, onde a etapa 10 do Tour de France foi vencida por Patrice Halgand, que corria pela equipe Jean Delatour team, e seu tempo foi superado pela Scott. Atualmente, a Scott iniciou o desenvolvimento de suprimentos e fornecimento de bicicletas para a GreenEDGE Cycling.